# 竇賢
竇 賢（とう けん、生没年不詳）は、中国の北周から隋にかけての政治家。字は託賢。本貫は扶風郡平陵県。

## 経歴
竇毅と襄陽長公主（宇文泰の五女）のあいだの子として生まれた。567年、神武公世子となった。578年、使持節・儀同大将軍に任ぜられた。隋の開皇年間、神武公の爵位を嗣ぎ、遷州刺史に任ぜられた。618年、唐が建国されると、金遷房直均五州諸軍事・金州刺史の位が追贈され、杞国公に追封された。
竇孝宣の子の竇徳蔵が後を嗣いだ。

## 子女

### 子
- 竇孝宣
- 竇紹宣（贈秦州刺史・杞国公）
- 竇鳳宣

## 伝記資料
- 『周書』巻三十 列伝第二十二
- 『北史』巻六十一 列伝第四十九